# Gesellius, Lindgren și Saarinen

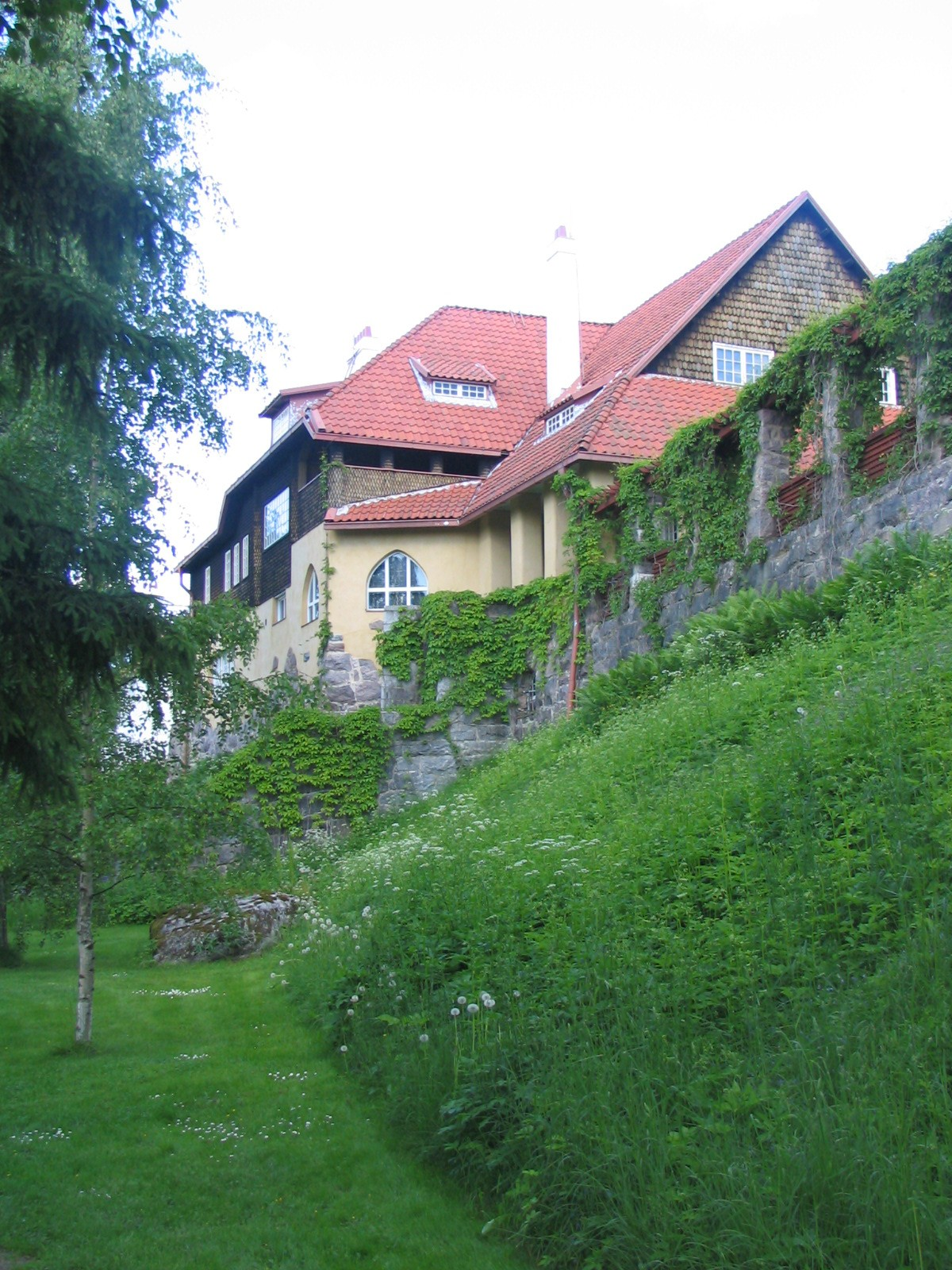
Hvitträsk, casa personală a lui Eliel Saarinen din Kirkkonummi.

Gesellius, Lindgren și Saarinen a fost o firmă de arhitectură finlandeză din Helsinki. Fondată în anul 1896, de către trei arhitecți, Herman Gesellius, Armas Lindgren și Eliel Saarinen, firma a devenit celebră datorită clădirilor și stilurilor arhitecturale pe care le-a promovat, modernismul și Art Nouveau. În 1905, Lindgren s-a retras din parteneriat întrucât fusese numit șeful facultății de arhitectură al Universităţii tehnologice din Helsinki. Gesellius și Saarinen au continuat parteneriatul până în 1907. Ulterior, Saarinen a emigrat în Statele Unite ale Americii.

### Lucrări majore
- Pavilionul finlandez de la Exposition Universelle, Paris, anul 1900
- Hvitträsk, casa personală a lui Eliel Saarinen din Kirkkonummi, anul 1902
- Muzeul Naţional al Finlandei din Helsinki, construit între 1902 și 1904
- Gara Centrală Helsinki, realizată între 1905 și 1914